# Deltoras bälte
Deltoras bälte (originaltitel Deltora Quest) är ett samlingsnamn för tre serier av fantasyböcker för barn skrivna av den australiska författaren Emily Rodda och ursprungligen utgiven i Australien mellan 2000 och 2004. De totalt femton böckerna är uppdelad i tre serier, Deltoras bälte omfattar åtta böcker, Den pirranska pipan tre böcker och De fyra systrarna fyra böcker.

## Deltoras bälte: 1
Den första bokserien (Deltora Quest) omfattar åtta böcker, utgivna 2000-2001
Landet Deltora är under Mörkerfurstens tyranni och tre stycken följeslagare, Love, Barda och Jasmine, gör allt som krävs för att rädda landet och folket. För att göra det måste de finna sju ädelstenar, som var och en vaktas av en grym varelse, och sätta dem på det magiska bältet, Deltoras bälte. När bältet är komplett kan de jaga bort mörkrets furste tillbaka till Skugglanden.
1. Tystnadens skog (originaltitel The Forests of Silence), utgiven 2000
2. Tårarnas sjö (originaltitel The Lake of Tears), utgiven 2001
3. Råttornas stad (originaltitel City of the Rats), utgiven 2001
4. Den lömska sanden (originaltitel The Shifting Sands), utgiven 2001
5. Fruktans berg (originaltitel Dread Mountain), utgiven 2001
6. Odjurets labyrint (originaltitel The Maze of the Beast), utgiven 2001
7. De förlorade själarnas dal (originaltitel The Maze of the Beast), utgiven 2002
8. Tillbaka till Del (originaltitel Return to Del), utgiven 2002

## Deltoras bälte: 2 - Den pirranska pipan
Den andra bokserien (Deltora Shadowlands) omfattar tre böcker, alla utgivna 2002.
Mörkerfurstens tyranni har ändats av magin och kraften hos Deltoras bälte. Fursten och hans ondskefulla anhängare har drivits tillbaka över bergen. Men tusentals människor från Deltora hålls fortfarande som slavar i Skugglanden, fiendens eget fasansfulla land. Love, Barda och Jasmine måste än en gång ge sig ut på ett farofyllt uppdrag i jakt på ett vapen som är kraftfullt nog att utmana Mörkerfursten på hans egen mark, om de ska kunna rädda det förslavade folket. Enligt sägnen så finns det bara en sak som Mörkerfursten fruktar - den mytomspunna pirranska pipan. Men existerar den ens? Och om den gör det - vilka faror lurar på de tre följeslagarna i jakten på pipan?
1. Fasans håla (originaltitel Cavern of the Fear), 2002
2. Illusionernas ö (originaltitel The Isle of Illusion), 2002
3. Skugglanden (originaltitel The Isle of Illusion), 2002

## Deltoras bälte: 3 - De fyra systrarna.
Den tredje bokserien (Dragons of Deltora) omfattar fyra böcker, alla utgivna 2004.
Svält plågar fortfarande invånarna i landet Deltora, och fyra obeskrivliga skapelser, som kallas "De Fyra Systrarna", sprider död omkring sig, väl dolda på olika platser i Deltora. Medan de långsamt håller på att förgifta landet, bidar Mörkerfursten sin tid och planerar en triumferande återkomst. Love, Barda och Jasmine måste i all hemlighet ge sig ut för att hitta och förgöra De fyra systrarna. Deras enda ledtråd är en bit av en uråldrig karta. Dessutom verkar det som om deras enda hopp står att finna hos sju osannolika allierade - de sista av Deltoras drakar. För det är bara när kraften hos drakarna förenas med kraften hos ädelstenarna i Deltoras bälte som systrarna kan förgöras.
1. Drakens håla (originaltitel Dragon's Nest), utgiven 2004
2. Skuggporten (originaltitel Shadowgate), utgiven 2004
3. De dödas ö (originaltitel Isle of the Dead), utgiven 2004
4. Systern i syd (originaltitel The Sister of the South), utgiven 2004

## Andra versioner
Deltora bälte gjordes som japansk animeserie i 65 delar med premiär 6 januari 2007. Det finns även en mangaversion designad av den japanska mangakan Makoto Niwano som publicerades i Comic BonBon utgiven av Kodansha. Ett Nintendo DS-spel släpptes baserat på animeversionen.